# Radyščiaus kaimo apylinkės
Radyščiaus kaimo apylinkės este o arie protejată (sit de importanță comunitară — SCI) din Lituania întinsă pe o suprafață de 11,04 ha, integral pe uscat.

## Localizare
Centrul sitului Radyščiaus kaimo apylinkės este situat la coordonatele 54°07′38″N 24°02′36″E / 54.1273°N 24.0434°E.

## Înființare
Situl Radyščiaus kaimo apylinkės a fost declarat sit de importanță comunitară în august 2016 pentru a proteja 2 specii de animale.

## Biodiversitate
Situată în ecoregiunea boreală, aria protejată nu include niciun habitat protejat.
La baza desemnării sitului se află mai multe specii protejate:
- amfibieni (1): buhai de baltă cu burta roșie (Bombina bombina)
- reptile (1): țestoasa de baltă (Emys orbicularis)